# Linia kolejowa Łuniniec – Żabinka
Linia kolejowa Łuniniec – Żabinka – linia kolejowa na Białorusi łącząca stację Łuniniec ze stacją Żabinka. Jest to fragment linii Homel - Kalinkowicze - Łuniniec - Żabinka.
Linia znajduje się w obwodzie brzeskim. Największym leżącym przy niej miastem jest Pińsk.
Na całej długości linia jest niezelektryfikowana (z wyjątkiem stacji Żabinka, która posiada trakcję) oraz jednotorowa.

## Historia
Linia powstała w 1886 jako część drogi żelaznej poleskiej i do końca I wojny światowej leżała w Rosji. W latach 1918–1939 położona była w Polsce, następnie w Związku Sowieckim (1945 - 1991). Od 1991 leży na Białorusi.